# Nikołaj Gricenko
Nikołaj Olimpijewicz Gricenko, ros. Николай Олимпиевич Гриценко (ur. 11 lipca?/24 lipca 1912 w Jasynuwatej, zm. 8 grudnia 1979 w Moskwie) – radziecki i rosyjski aktor filmowy, teatralny i telewizyjny.
W 1931 ukończył technikum budowlane w Makiejewce i później pracował jako technik na kolei oraz na budowach, następnie zaczął kształcić się w kierunku aktorskim i w 1940 ukończył szkołę teatralną im. Szczukina. Zadebiutował na dużym ekranie rolą w filmie wojennym Maszeńka (1942) Julija Rajzmana. Laureat zbiorowej nagrody dla najlepszego aktora na 8. MFF w Cannes za rolę w filmie Wielka rodzina (1954) w reżyserii Iosifa Chejfica. W swojej karierze wystąpił w ponad 50 filmach i serialach telewizyjnych, m.in. Człowiek bez paszportu (1966), Anna Karenina (1967), Siedemnaście mgnień wiosny (1973) czy Ojciec Sergiusz (1979). Został pochowany na Cmentarzu Nowodziewiczym.

## Nagrody i odznaczenia
- Nagroda Stalinowska I stopnia (1952)
- Order Czerwonego Sztandaru Pracy
- Medal „Za zwycięstwo nad Niemcami w Wielkiej Wojnie Ojczyźnianej 1941–1945” (1945)
- Medal „Za ofiarną pracę w Wielkiej Wojnie Ojczyźnianej 1941–1945” (1946)
- Medal „W upamiętnieniu 800-lecia Moskwy” (1948)